# 熊本県道316号住吉熊本線
熊本県道316号住吉熊本線（くまもとけんどう316ごう すみよしくまもとせん）は、熊本県菊池市から熊本市北区に至る一般県道である。

## 概要
熊本県住宅供給公社が開発した大型団地・光の森を通る。

### 路線データ
- 起点：熊本県菊池市泗水町住吉（熊本県道329号原植木線交点）
- 終点：熊本県熊本市北区弓削5丁目（弓削交差点、国道57号交点）

## 路線状況

### 重複区間
- 熊本県道49号熊本大津線（合志市竹迫 - 合志市幾久富）
- 熊本県道30号大津植木線（合志市福原 - 合志市竹迫）
- 熊本県道138号辛川鹿本線（合志市福原）

## 地理

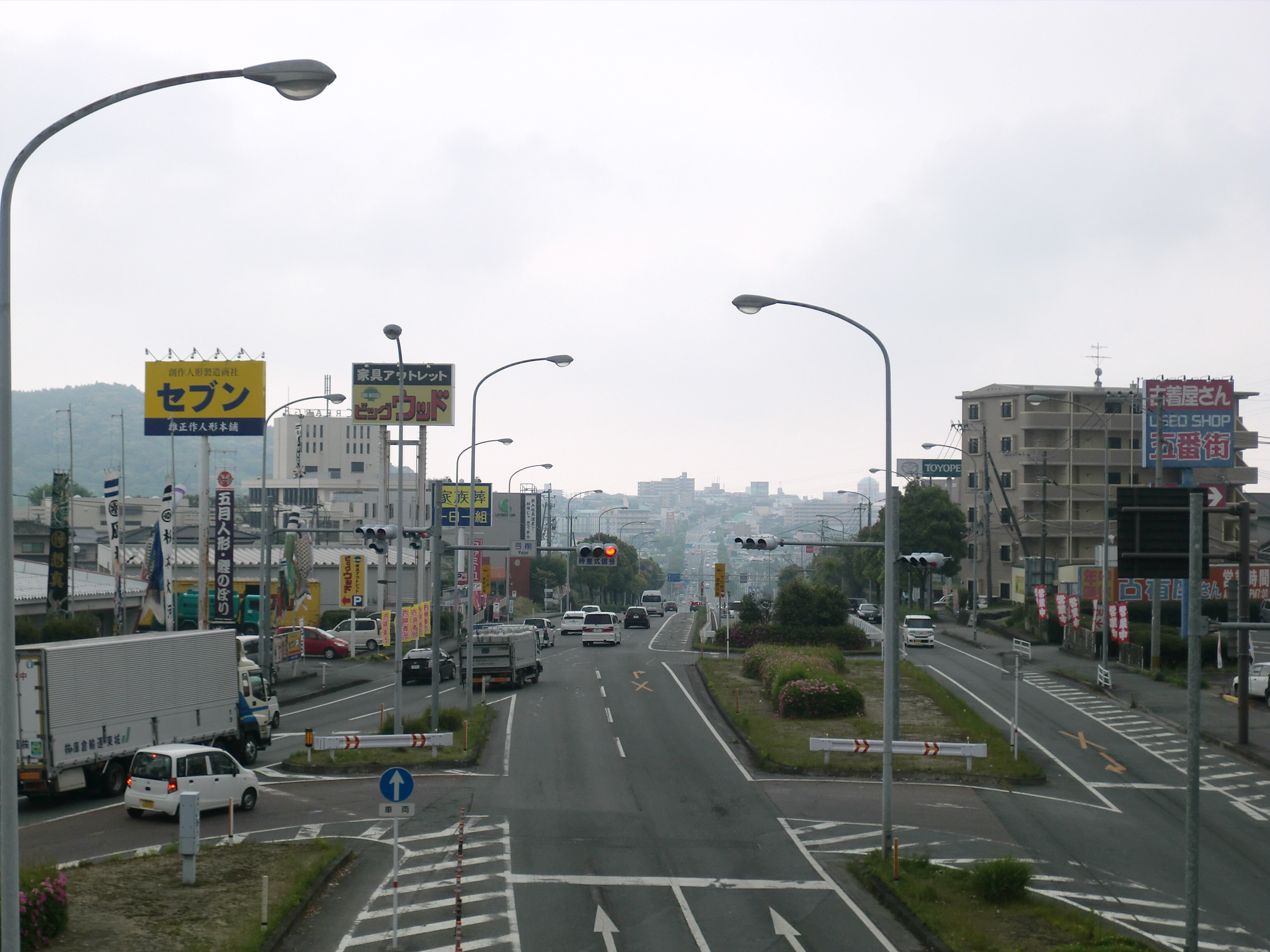
国道57号と交わる弓削交差点

### 通過する自治体
- 菊池市
- 合志市
- 菊池郡菊陽町
- 熊本市（北区）

### 交差する道路
| 交差する道路                                                             | 市町村名 | 市町村名 | 交差する場所 | 交差する場所       |
| ------------------------------------------------------------------------ | -------- | -------- | ------------ | ------------------ |
| 熊本県道329号原植木線                                                    | 菊池市   | 菊池市   | 泗水町住吉   | 起点               |
| 熊本県道49号熊本大津線 重複区間起点                                      | 合志市   | 合志市   | 竹迫         |                    |
| 熊本県道30号大津植木線 重複区間起点 熊本県道138号辛川鹿本線 重複区間起点 | 合志市   | 合志市   | 福原         |                    |
| 熊本県道138号辛川鹿本線 重複区間終点                                     | 合志市   | 合志市   | 福原         |                    |
| 熊本県道30号大津植木線 重複区間終点                                      | 合志市   | 合志市   | 竹迫         |                    |
| 熊本県道341号大津西合志線                                                | 合志市   | 合志市   | 竹迫         |                    |
| 熊本県道49号熊本大津線 重複区間終点                                      | 合志市   | 合志市   | 幾久富       |                    |
| 熊本県道311号新山原水線                                                  | 菊池郡   | 菊陽町   | 新山2丁目    |                    |
| 熊本県道337号熊本菊陽線                                                  | 熊本市   | 北区     | 弓削4丁目    | 弓削跨線橋際交差点 |
| 国道57号                                                                 | 熊本市   | 北区     | 弓削5丁目    | 弓削交差点         |

### 交差する鉄道
- 豊肥本線

### 沿線
- JR九州豊肥本線 光の森駅
- 合志市役所
- 光の森
- ゆめタウン光の森